# Louis Bastien (espérantophone)
Pour les articles homonymes, voir Louis Bastien et Bastien.
Louis Bastien, né Louis Marie Jules Charles Bastien le 21 décembre 1869 à Obernai où il est mort le 10 avril 1961, est un intendant-général et un espérantiste français. Il fut, de 1934 à 1936 président de l'association universelle d'espéranto, puis de la ligue internationale d'espéranto de 1936 à 1947.

## Biographie
Louis Bastien a étudié les mathématiques, les Lettres classiques, le latin et le grec au lycée privé Sainte-Geneviève de Versailles. En 1887, il entre à l'École polytechnique. N'obtenant pas le diplôme convoité, il se contente d'une carrière militaire. 

### Carrière militaire
Il devient sous-lieutenant et suit une préparation en génie militaire à Fontainebleau. Il est ensuite affecté au 18e régiment de transmissions à Arras.
En 1895, le gouvernement de la France l'envoya à Madagascar, sous protectorat français, pour une campagne punitive contre la reine Ranavalona III qui avait répudié l'aventurier et diplomate Joseph-François Lambert. Louis Bastien était responsable de la liaison télégraphique, en utilisant le système de Claude Chappe fait de liaisons entre sémaphores espacés d'environ 14 km de distance entre chacun dans la région allant de Mahajanga, où les troupes avaient débarqué, et la position avancée des troupes sur Tananarive. Louis Bastien assista impuissant à la mort de dizaines de soldats français, tués par le paludisme et non pas la guerre. 
En 1896, Madagascar devient officiellement une colonie française. Louis Bastien est rappelé en France. En poste à Amiens, il reprend des études de Droit et obtint la licence de droit. Nommé intendant, il entre en formation à l’École Supérieure de l'Intendance devenu l'École militaire supérieure d'administration et de management d'où il sort comme intendant-général. Il est élevé au grade de commandant.
En 1899, il épousa Marguerite Pfulb (1879-1941), le couple a eu trois filles et deux fils. 
Lors de la Première Guerre mondiale, il est nommé lieutenant-colonel. En 1919, il est affecté à Strasbourg pour servir en tant que directeur du Corps d'approvisionnement pour l'Alsace.
En 1929, ayant atteint l'âge de 60 ans, il part à la retraite. Il se consacrera alors pleinement à sa passion pour l'espéranto.

### Espérantophone
Louis Bastien apprend l'espéranto en 1902.
En 1905, il participe au premier congrès mondial d'espéranto à Boulogne-sur-Mer. Il est devenu vice-président de la Société pour la propagation de l'espéranto, (aujourd’hui Espéranto-France). Il participe au Mouvement espérantophone ainsi qu'à l'Akademio de Esperanto.
En 1924, lors du congrès mondial d'espéranto de Strasbourg, il fut choisi comme directeur de la Société Française espérantiste, devenant son vice-président en 1928.
En 1934, lors du congrès mondial de Stockholm, il a été élu président de l'Association mondiale d'espéranto (UEA).
Sous sa direction, le bureau de UEA a déclaré, le 18 septembre 1936, la fondation d'une nouvelle association, la ligue internationale d'espéranto. Ainsi naquit un schisme dans le mouvement espérantophone, car les membres suisses, en particulier, ont maintenu l'ancienne direction « genevoise ». Bastien en a été président jusqu'en 1947, date à laquelle le mouvement espérantophone se réunifia. Il fut nommé ensuite président honoraire jusqu'à sa mort en 1961.

## Travaux
- Naŭlingva etimologia Leksikono, Presa Esperantista sociéto, Paris, 1907
- Funebra Parolado pri Louis de Bourbon, Princo de Condé de Bossuet, (traduit en espéranto à partir du français), Presa Esperantista sociéto, Paris, 1911
- Poŝvortareto por francoj, 1932
- Vocabulaire de poche Français-Espéranto, Suivi d’Aide-mémoire des Nations Unies Espéranto-Français (vocabulaire de poche français-espéranto), la Librairie Centrale espérantiste, Paris, 1937
- Militista Vortareto (Esperanta, franca, angla, germana, itala) (« Vocabulaire militaire en cinq langues »), Comité Français d'Information espérantiste, Paris, 1955
- Préface de Pierre Delaire, L'Espéranto en douze leçons, Centre national de l'espéranto, Orléans, 1955
- Contributions à Enciklopedio d'espéranto

## Sources
- Louis Bastien : Homme de bien, brève biographie par le petit-fils de Louis Bastien, 28 pages, août 1993.